# Adacsi Hatazó
Adacsi Hatazó (安達 二十三; Hepburn: Hatazō Adachi; 1890. június 17. – 1947. szeptember 10.) a Japán Császári Hadsereg tábornoka volt. Részt vett a kínaiak elleni harcokban, majd az új-guineai erők főparancsnoka. Egysége nagy része az elvágott utánpótlás miatt meghalt, ennek ellenére a háború végéig kitartott maradék katonáival. Egy ausztrál bíróság a hadifoglyokkal való rossz bánásmód miatt életfogytiglani börtönbüntetésre ítélte. Cellájában öngyilkosságot követett el 1947. szeptember 10-én.

## Élete

### Fiatalkora
1890. június 17. az Isikava prefektúra területén, egy elszegényedett szamurájcsaládba. Ez a Meidzsi-kor 23. éve volt, ezért választotta apja nevének kandzsiájul a 23-as szám jelét. Mivel családjának nem volt elegendő pénze a katonai előkészítő iskolára, amely a Japán Császári Haditengerészethez való felvétel követelménye volt, Adacsi kénytelen volt a hadseregnél megkezdeni katonai karrierjét. Felvették a Tokiói Kadét Akadémiára, amely után a Japán Császári Katonai Akadémián folytatta tanulmányait, amelyet 1910-ben végzett el.
Adacsi az 1. császári testőrhadosztálynál szolgált, majd 1922-ben elvégezte a Katonai Háborús Főiskolát. Sok korabeli tiszttel ellentétben Adacsi kerülte a politikában való részvételt, amely a harmincas években szinte teljesen megfertőzte a hadsereget. Miután több pozíciót is betöltött a Japán Császári Hadsereg Vezérkarán belül, 1933-ban a Kvantung-hadsereghez vezényelték, a Dél-mandzsúriai vasútvonalat védő vasúti őrséghez.

### Második kínai–japán háború
1934-ben ezredessé léptették elő, és 1936-ban a 12. gyalogos ezred parancsnoka lett. 1937-ben, a sanghaji csata idején azzal szerzett elismerést önmagának, hogy a frontról irányította az egységeit, a tűzharc közepette. Szeptemberben egy aknavető zárótűz idején megsebesült, és a jobb lába maradandó sérüléseket szenvedett.
1938-ban vezérőrnaggyá lépették elő, és a 26. gyalogos dandár vezetője lett. Adacsit, mint a "katonák tábornoka" néven emlegették beosztottjai: ugyanazon körülmények között élt, mint beosztottjai, és nyíltan beszélt tisztjeivel és vezérkarával.
1940 augusztusában léptették elő altábornaggyá, és nevezték ki a 37. hadosztály parancsnokává. Ezután az Észak-Kínai Körzeti Hadsereg parancsnokolásával bízták meg 1941–1942 között, amikor a kínai kommunisták elleni harc a tetőfokára hágott.

### Csendes-óceáni hadszíntér
1942. november 9-én kinevezték az újonnan megalakított 9. hadsereg főparancsnokává, amely egység a Salamon-szigeteken és Új-Guineában állomásozott. A hadsereg a 20., 41. és 51. hadosztályból állt. Az első kettő épségben megérkezett, azonban az 51. hadosztályt, amellyel Adacsi és vezérkara is utazott, amerikai légitámadás érte a Bismarck-tengeren. Az ekkor kibontakozó Bismarck-tengeri csatában mind a nyolc szállítóhajó, és a 8 kísérő romboló elsüllyedt, és mintegy háromezer katona veszett a tengerbe.
Miután a Salamon-szigeteki hadjáratban a Japán Császári Haditengerészet vereséget szenvedett, a McArthur tábornok vezette amerikai és ausztrál csapatok partra szálltak Új-Guineában. Súlyos ellátási gondjaik ellenére (csak a tengeren volt lehetséges az utánpótlás, ami az amerikaiak ellenőrzése alatt állt) kitartottak csapatai. 1944 áprilisában minden utánpótlástól elvágták, így az emberei között járványok és éhínség pusztított. Adacsi utasítására katonái földet műveltek, hogy valamilyen szinten ellássák magukat, és a betegek nagyobb élelmiszeradagokat kaptak. Azonban ahogy fognyi kezdett a lőszer, parancsnokai egymás után indították az öngyilkos rohamokat, a megadás szóba sem jöhetett. 1945. szeptemberére csapatai többsége elpusztult: a kezdeti 140 000 katonából már csak mintegy 13 000 volt életben.
1945-ben egy kitörési kísérlet során 9000 embert veszített. A japán kapituláció hírére Wewakban megadta magát az ausztrál 6. hadosztálynak.

### A háború vége után
A második világháború lezárása után az ausztrál kormány letartóztatta és háborús bűnök elkövetésével vádolta meg őt, a hadifoglyokkal való rossz bánásmód és a kivégzések kapcsán. Habár Adacsi nem volt személyesen érintve ezekben az ügyekben, mégis bűnösnek találták, hiszen parancsnokként felelősséggel tartozott az alatta szolgálók által elkövetett bűnök miatt. 1947. július 12-én életfogytiglani börtönbüntetésre ítélték. 1947. szeptember 10-én öngyilkosságot követett el cellájában.

## Fordítás
- Ez a szócikk részben vagy egészben  a   Hatazō Adachi című angol Wikipédia-szócikk ezen változatának fordításán alapul.  Az eredeti cikk szerkesztőit annak laptörténete sorolja fel. Ez a jelzés csupán a megfogalmazás eredetét és a szerzői jogokat jelzi, nem szolgál a cikkben szereplő információk forrásmegjelöléseként.